# Западный араве
Западный араве (West Arawe) - австронезийский диалектный континуум, в который входят разновидности аиклеп, апалик (амбул) и гими (локо), на которых говорят на юго-западном побережье штата Западная Новая Британия в Папуа-Новой Гвинее.

## Диалекты
- На аиклеп (Agerlep, Aiklep, Eklep, Kaul, Moewehafen) говорят народы аиклеп и локо, проживающие на юго-западном побережье и внутри страны, на острове Авикло около деревень Аис, Анало, Асаило, Кандриан, Юмиело, штата Западная Новая Британия.
- На амбул (Ambul, Apalik, Palik) говорит народ амбул, проживающий в деревнях Амбонге, Асепсеп, Аювет, Меленгло, на островах южного побережья между реками Андру и Джоханна штата Западная Новая Британия.
- На гими (Gimi, Loko) говорит народ гими, проживающий на юго-западном побережье и внутри страны, от реки Джоханна до реки Ану, штата Западная Новая Британия.